# Bramfelder Straße
Die Bramfelder Straße in den Hamburger Stadtteilen Barmbek-Süd und Barmbek-Nord ist ein Teilstück des mehrere Jahrhunderte alten Handelsweges, der von Hamburg aus durch Barmbek nach Norden führt und über Bergstedt, Bargteheide und Bad Oldesloe schließlich Lübeck erreicht. Bis 2005 war sie Teil der damaligen Bundesstraße 434. Sie ist bis heute eine der wichtigsten Ausfallstraßen aus der Hamburger Innenstadt in die Walddörfer und das Alstertal und verläuft vom Barmbeker Markt in Süd-Nord-Richtung bis zur Seebek, die die Grenze zu Bramfeld bildet.
Die Straße ist dadurch geprägt, dass es keine einheitliche Bausubstanz gibt, sondern Altbauten aus der Wende zum 20. Jahrhundert neben Backsteingebäuden aus den 1920er Jahren, Zeugnissen des Wiederaufbaus nach dem Zweiten Weltkrieg und vereinzelten Neubauten anzutreffen sind. Sie ist – wie auch die Anschlussstraßen nach Norden und Süden – durchgängig vierspurig ausgebaut.

## Name, Verlauf und Lage
Als von Barmbek ins holsteinische Bramfeld führender Weg wurde die Straße schon seit jeher so benannt. Die offizielle Benennung durch den Rath erfolgte 1862.

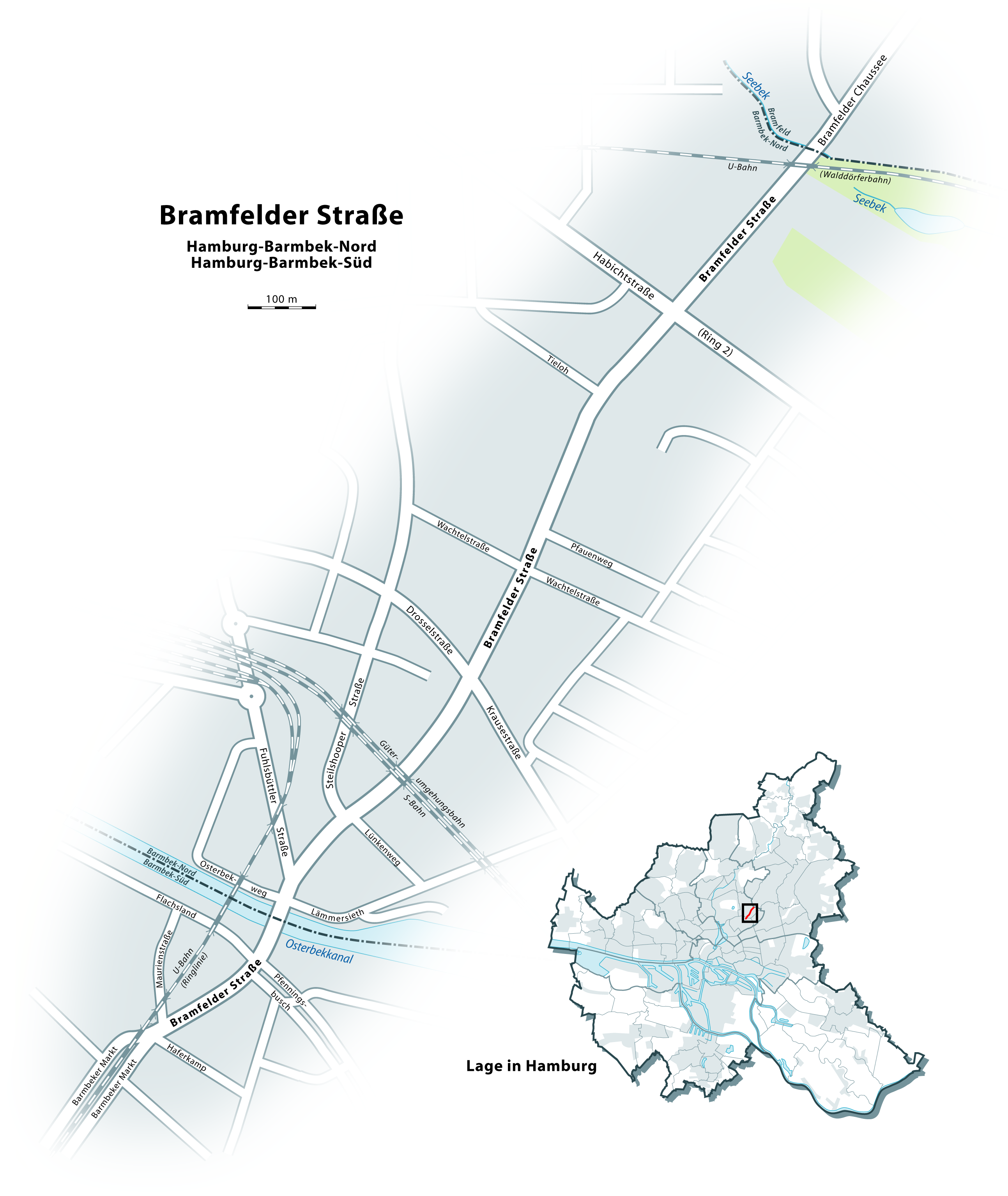
Verlauf der Bramfelder Straße.

Die Bramfelder Straße beginnt am nördlichen Ende des Barmbeker Marktes, dem alten Mittelpunkt des früheren Bauerndorfes Barmbek, im heutigen Stadtteil Barmbek-Süd. Bereits nach gut 200 Metern erreicht sie die hier seit mehr als einhundert Jahren kanalisierte Osterbek, die mit der Bramfelder Brücke überspannt wird. Damit wird auch der Stadtteil Barmbek-Nord erreicht. Die Osterbek bildet hier nicht nur die heutige Grenze zwischen den beiden Barmbeker Stadtteilen, sondern sie war von 1867 bis 1888 auch die Zollgrenze zwischen dem südlich des Wasserlaufs gelegenen Hamburger Zollgebiet und dem Zollgebiet des Norddeutschen Bundes bzw. ab 1871 des Deutschen Reiches. Erst mit dem Hamburger Zollanschluss war hier der freie Warenverkehr wieder möglich.
Direkt nördlich der Bramfelder Brücke zweigen mit der Fuhlsbüttler Straße und der Steilshooper Straße zwei Straßen ab, die heute nicht nur wichtige Verbindungswege in die nach ihnen benannten Stadtteile sind, sondern auch den Barmbeker Norden erschließen. Bis in das 19. Jahrhundert hinein waren es noch schmale Feldwege durch die Barmbeker Feldmark gewesen, deren Bedeutung für den Verkehr eher gering war. Seit 1949 befindet sich an dieser Verzweigung eine Esso-Tankstelle. Wenige Meter weiter unterquert die Bramfelder Straße die Trasse von S-Bahn und Güterumgehungsbahn.

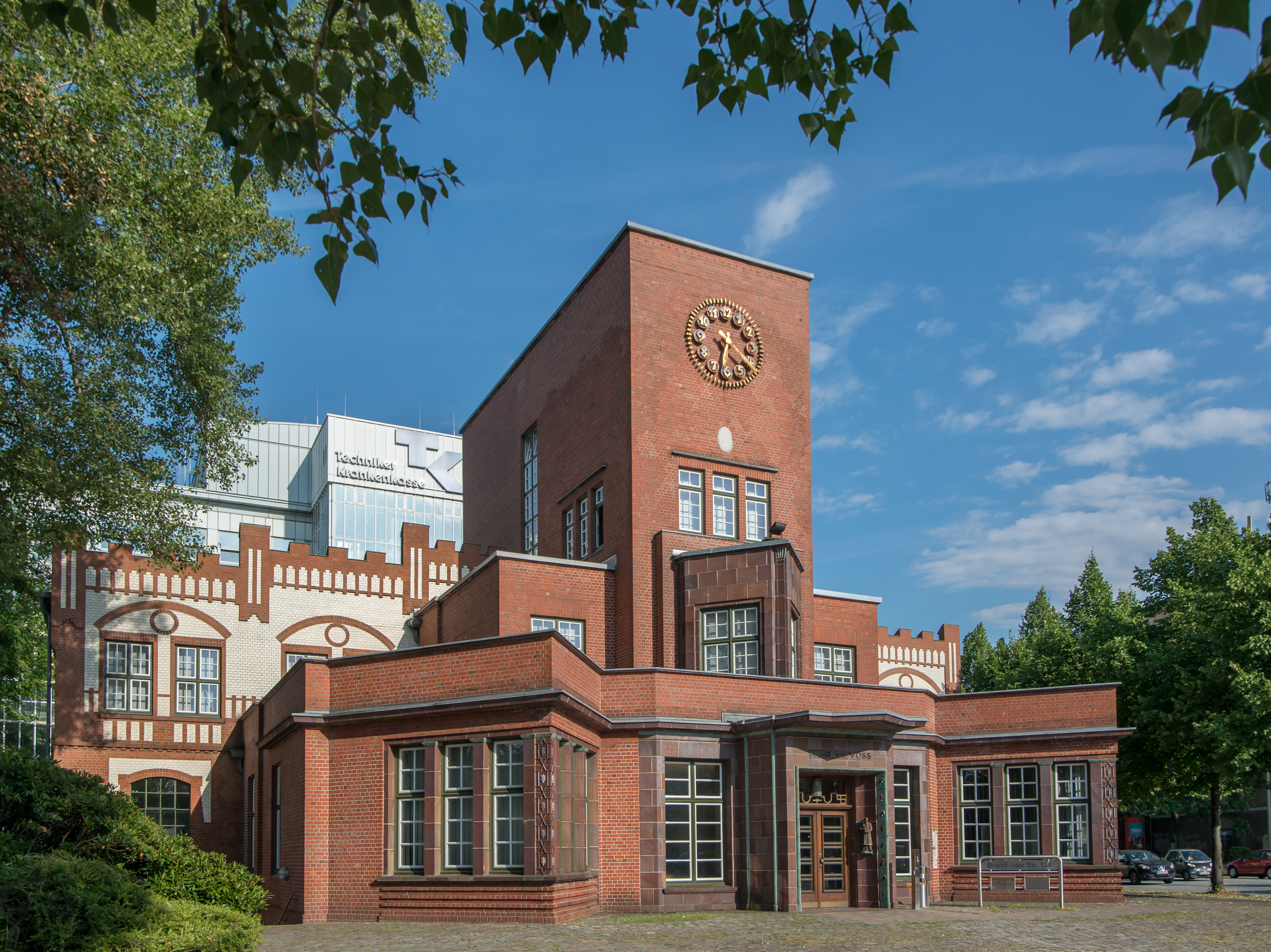
Von „Margarine Voss“ ist nur noch das Empfangsgebäude erhalten. Dahinter zieht der Neubau der Techniker Krankenkasse auf – fast ein Sinnbild für die Verdrängung der Fabrikarbeit durch den tertiären Sektor.

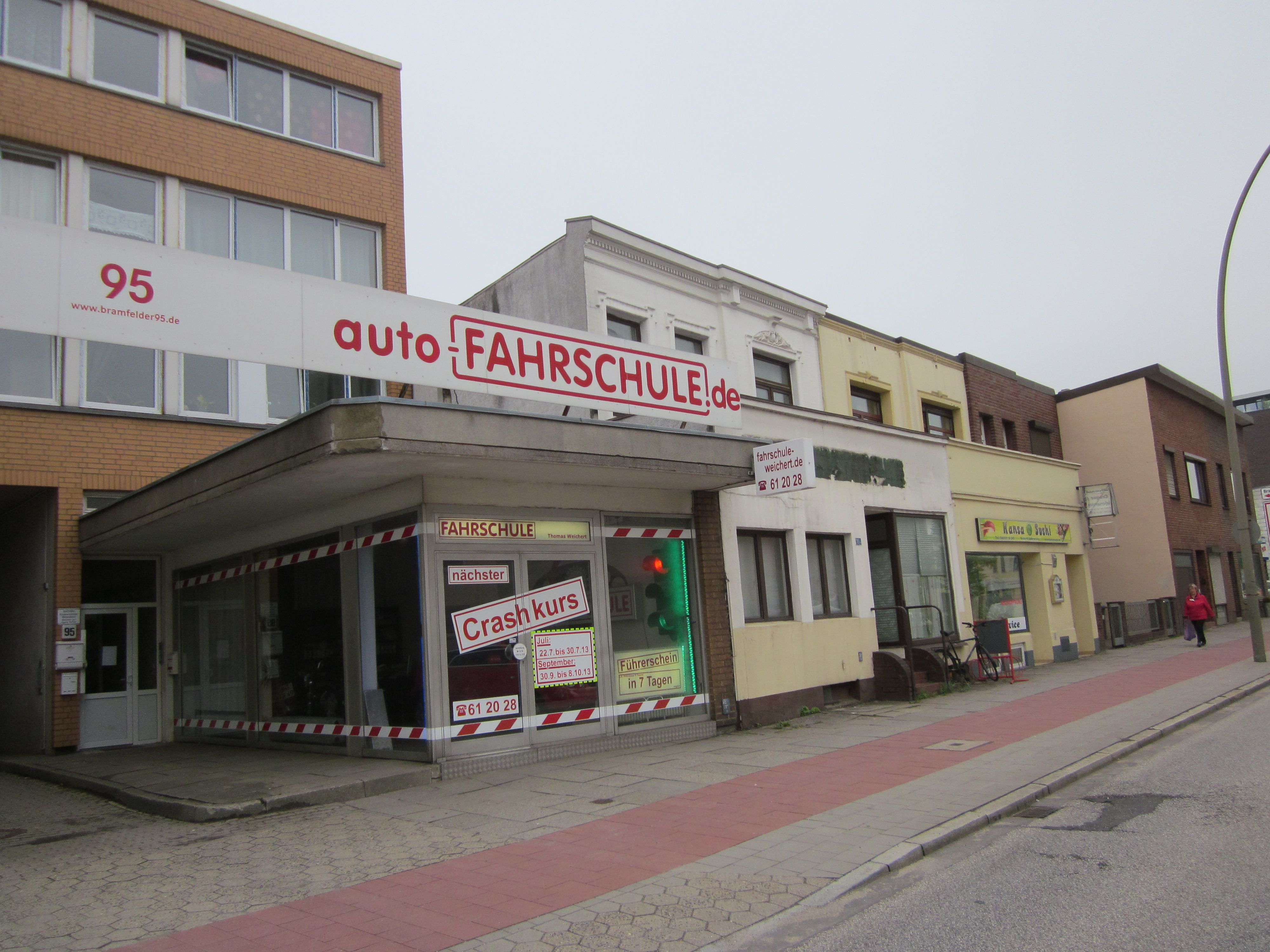
Auf der Westseite der Bramfelder Straße befindet sich Gewerbe sowohl in (teils überformten) Altbauten der Gründerzeit als auch in Gebäuden aus der Wiederaufbauzeit der 1950er Jahre.

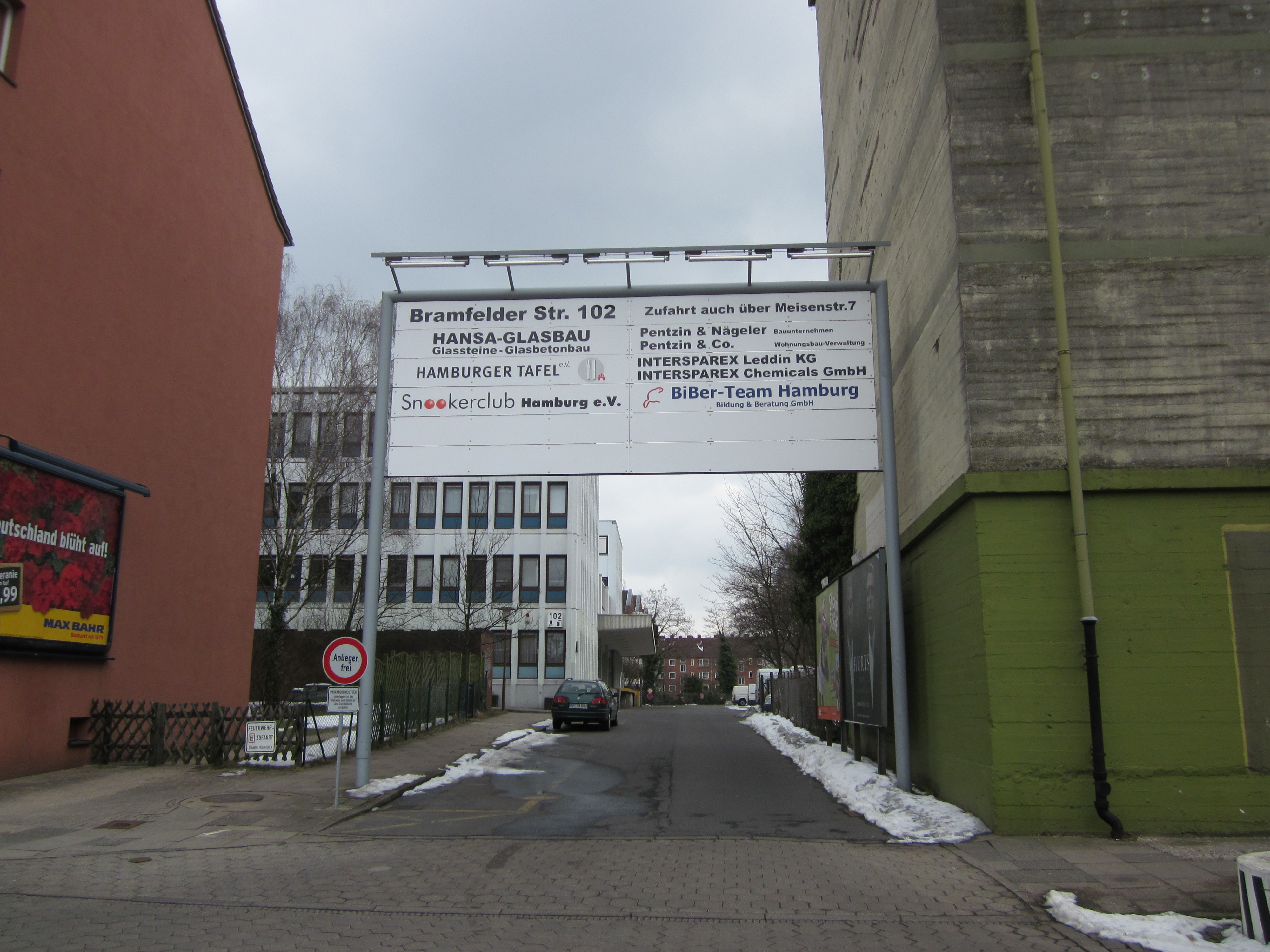
Der Gewerbehof zwischen der Bramfelder Straße 102 und der Meisenstraße 7 in Barmbek-Nord gehört zu einem größeren Gewerbegebiet, das sich gemäß Bebauungsplan Barmbek-Nord 18 vom 2. März 1970 von hier an beiden Straßen nach Norden bis zur Einmündung des Amalie-Dietrich-Stieges in die Meisenstraße zieht.

Hinter der Kreuzung mit Drossel- und Krausestraße durchquert sie ein heute vorwiegend gewerblich genutztes Areal, das aber auch mit Wohnnutzungen durchzogen ist. Neben Neubauten befinden sich dort (teils überformte) Altbauten aus der Gründerzeit und Gebäude aus den 1950er Jahren. In der Nummer 111 befindet sich eine ehemalige Autohalle, die mit ihren zwei Hallenschiffen eines der wenigen in Norddeutschland erbauten Zollingerdächer, das noch erhalten geblieben ist darstellt. Heute wird der Bau als Lagerhalle für Möbel und Kartons genutzt.
Mit der Habichtstraße, an der sich früher westlich der Dreckmannsche „Habichtshof“ – seine Reste wurden 2008 abgebrochen – und östlich „Margarine Voss“ – nur noch das Empfangsgebäude ist erhalten – befanden, wird der Ring 2, der mittlere der drei Hamburger Straßenhalbringe, gekreuzt. Weitere etwa 300 Meter nördlich überquert die Straße die Seebek und unterquert gleichzeitig die Walddörferbahn, deren Trasse hier das nördliche Anhängsel der Ringlinie U3 bildet. Die Seebek, jahrhundertealte Grenze des hamburgischen Barmbek zum holsteinischen Bramfeld, markiert das Ende der Bramfelder Straße. Ab hier führt die Straße als Bramfelder Chaussee weiter gen Norden.

## Geschichte
Aktenkundig wurde die heutige Bramfelder Straße erstmals im Jahre 1597, als sich der Bauernvogt Hans von Bergen beim Kollegium der Oberalten, das Barmbek für das Hospital zum Heiligen Geist verwaltete, beschwerte, dass an der Furt durch die Osterbek die Stege 

„an dem gemeinen lübschen Wege thom Dele wechgedreven edder sonst thobraken syn, dat de Wanderslude darover schwerlich ghan konnen.“

 Der Handelsweg, der aus der Stadt an der Kuhmühle auf dem Hohen Feld vorbei durch Barmbek, Bramfeld, Bergstedt, Hoisbüttel, Bargteheide und Oldesloe nach Lübeck führte, muss also bereits damals eine eingeführte und bekannte Straßenverbindung gewesen sein, zu der eben auch die heutige Bramfelder Straße gehörte. Grund für die Furt an dieser Stelle – und damit den Verlauf, den die Straße bis heute nachzeichnet – war die Tatsache, dass hier der Geestboden sehr weit bis an den Bach heranreichte und man deshalb lediglich eine kurze Strecke durch weichen matschigen Boden gehen oder mit dem Fuhrwerk fahren musste. Offenbar wurde die Angelegenheit zur Zufriedenheit der Barmbeker Bauern gelöst, denn die nächsten 150 Jahre gab es keine weiteren Beschwerden über den Weg oder die Furt mehr. Zu jener Zeit war Barmbek noch gänzlich ländlich geprägt, so dass sich auch links und rechts der Bramfelder Straße Felder, Hölzungen und nur vereinzelte Häuser befanden. Folge war, dass der Weg in den Chroniken vorwiegend dann verzeichnet ist, wenn es Ärger mit den beiden Bachübergängen über Oster- und Seebek gab.
In der ersten Hälfte des 18. Jahrhunderts scheint sich die Lage an der Osterbekfurt wieder verschlechtert zu haben, jedenfalls beantragten der Bauernvogt Albert Bostel und der Hufner Johann Joachim Michaelsen im September 1741 bei den Oberalten eine Genehmigung zum Bau eines Weges bachabwärts, der über ihre Wiesen führen solle und den Barmbekern einen bequemeren Weg nach Norden ermögliche. Da sie dadurch Kosten hätten, beantragten sie auch die Erlaubnis zur Erhebung von Brückengeld. Beides wurde ihnen unter der Bedingung gewährt, dass es weiterhin jedem frei stehen müsse, auch den alten kostenfreien Weg zu nehmen. Bostel und Michaelsen bauten nun nicht nur den genehmigten Weg, sondern auch eine hölzerne Brücke, den Vorläufer der heutigen Bramfelder Brücke, an der sich – insbesondere zur Zeit der Schneeschmelze – das Wasser derart staute, dass die alte Furt nun im Frühjahr tatsächlich kaum noch passierbar war. Den Einnahmen der Brückeninhaber dürfte es kaum geschadet haben. Der wirtschaftliche Erfolg der Mautbrücke über die Osterbek animierte bereits 1742 den Gastwirt Jochim Voß, bei den Oberalten den Antrag zu stellen, unter gleichen Bedingungen wie Bostel und Michaelsen ein Haus an und eine Brücke über die Seebek, den Grenzbach zu Bramfeld, errichten zu dürfen. Da sich die alteingesessenen Barmbeker Bauern jedoch dagegen aussprachen, dass „einem fremden hergelaufenen Menschen“ ein Stück der Gemeinweide zur Verfügung gestellt werde, womit die Viehhaltung der Einwohnerschaft beeinträchtigt würde, lehnte die Obrigkeit dieses Gesuch ab, so dass auch weiterhin lediglich die althergebrachte Furt den Weg ins Dänische ermöglichte.

Über die Missstände an der Osterbek beschwerten sich die Barmbeker Bauern beständig beim Kollegium der Oberalten. Aber auch der Rath forderte Abhilfe: Der Ratsherr und spätere Bürgermeister Albert Schulte kritisierte 1774, dass Reisende, wenn sie aufgrund der schlechten Wege in Barmbek nicht durch die Furt kämen, zusätzlich zu dem an der Kuhmühle zu entrichtenden Banngeld auch noch Brückengeld in Barmbek auszugeben hätten. Die Oberalten reagierten – wie so häufig – mit der Ankündigung einer Prüfung, geschehen ist aber offenbar nichts, die Lage für die Durchreisenden erfuhr keine Besserung. Zu gleicher Zeit kam aus den dänischen Ämtern Trittau (1773) und Reinbek (1779) Klage über den Zustand der Seebekfurt beim Rath, verbunden mit der Forderung nach dem Bau einer Brücke über den beiderseitigen Grenzbach. Die Oberalten lehnten dies ab und verwiesen seinerseits auf Missstände auf der anderen Seite und warfen den Dänen vor, ihrerseits die Pflege der Straßen zu vernachlässigen: „Der auf Königl. dänischem Grunde daselbst liegende Steindamm, der vermutlich aus keiner anderen Ursache itzund so sehr verfallen ist und dessen größte Steine bei der Abfahrt so von Erde entblößt sind, dass ein Wagen fast eine Elle hoch herunterstoßen muß“. Man merkt, Schlaglöcher sind nicht erst seit dem zunehmenden LKW-Verkehr auf Hamburgs Straßen ein Thema. Der Rath schloss sich der Argumentation des Oberaltenkollegiums an und teilte den Nachbarn in harschem Ton mit, er würde sich „die verlangte Anlegung einer seit so vielen hundert Jahren niemals gewesenen Brücke auf der Barmbecker und Hellbrocker Scheidung aus den angeführten einleuchtenden Gründen bestens zu verbitten“. Stattdessen sollten die Bramfelder ihre Abzugsgräben endlich pflichtgemäß reinigen, dann gäbe es auch keine Probleme. Da man aber selbst offenbar durchaus auch Probleme mit der Unterhaltung von Wegen und Abzugsgräben im eigenen Beritt erkannte, verordneten die Oberalten 1774, dass diese in ihrem gesamten Landgebiet zweimal jährlich vom jeweiligen Vogt und zwei Vollhufnern besichtigt werden sollten. 1789 bequemten sich Rath und Oberaltenkollegium nach weiteren Beschwerden der dänischen Seite dann doch, die Stelle genauer unter die Lupe zu nehmen und der im folgenden Jahr für das Landgebiet zuständige Oberalte Hartung setzte bei seinen Kollegen den Beschluss durch: 

„Collegium beliebte eine Brücke von gehauenen Steinen mit einem Bogen, aber ohne Seitenwände, unter der Bedingung, daß das Amt Trittau die Hälfte der Kosten trüge und die erforderlichen Steine gratis lieferte“

 Dies war ein bemerkenswerter Wandel in der zuvor doch sehr zögerlichen Haltung der Oberalten. Zwei Jahre dauerte es noch, dann war die erste Brücke über die Seebek – errichtet von dem aus Hamburg stammenden Felsenhauer Kaufmann – fertiggestellt. Sie tat ihren Dienst bis 1930, dann war sie dem zunehmenden Verkehr nicht mehr gewachsen, und eine neue Brücke wurde errichtet.

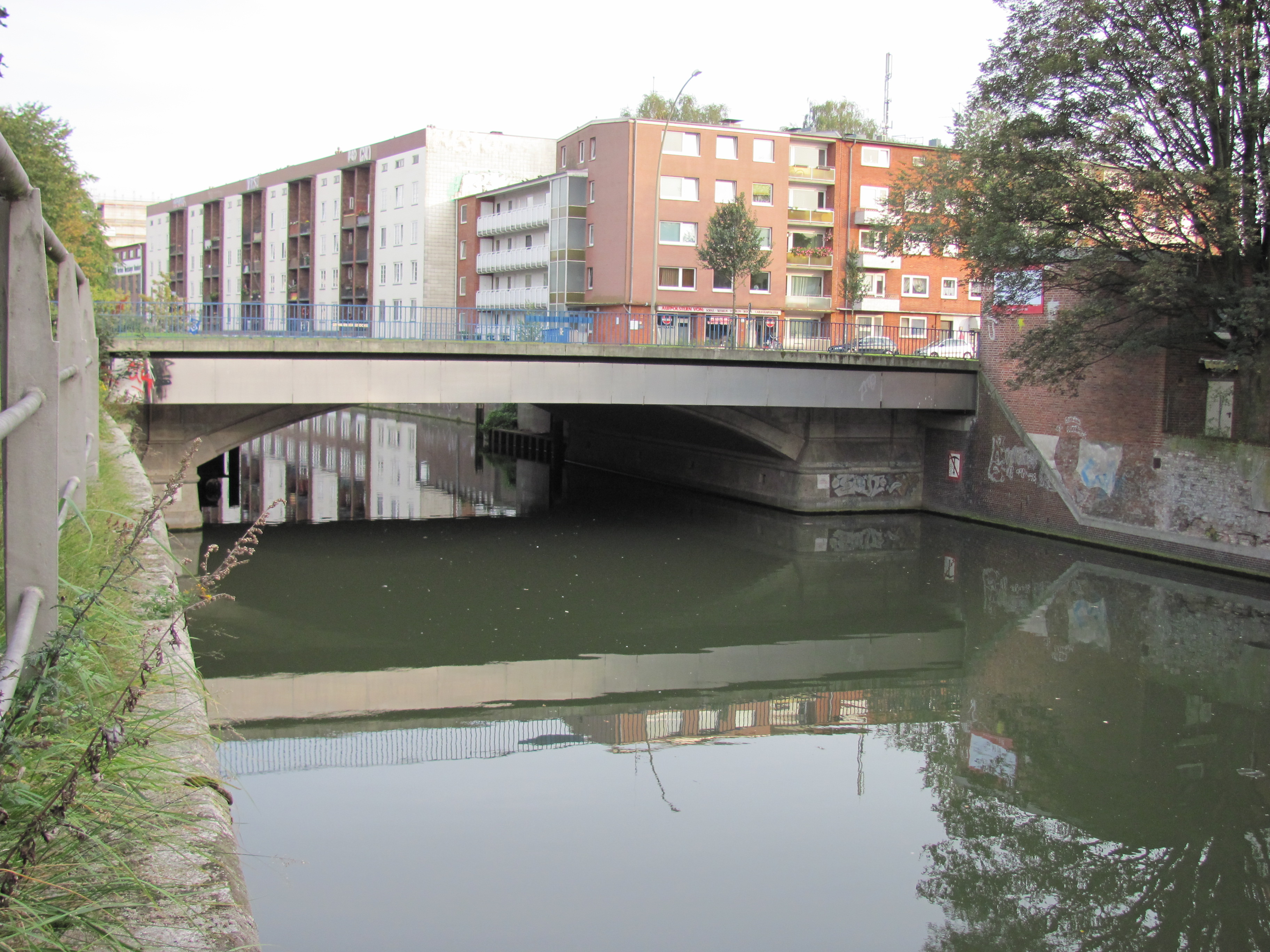
Von der Osterbek aus ist zu erkennen, dass die heutige Fahrbahn auf dem Brückenbauwerk von 1900 ruht.

Anfang des 19. Jahrhunderts fingen die Nachbarn dann auch an, sich über die Zustände an der Osterbek zu beschweren: Der Amtmann von Trittau wandte sich 1807 an den Oberalten Rudolf Amsinck mit Kritik an dem Zustand des Weges im Allgemeinen aber auch der Furt im Besonderen, „wo die Wagen immer hineinfielen und riskierten umzuschlagen“. Auf der Kollegiumssitzung am 10. Juli des Jahres teilte Amsincks Kollege Friedrich Carl Hermann, langjähriger Bewohner Barmbeks, auf die Beschwerde aus dem Holsteinischen hin mit, der frühere Bauernvogt Hermann Kramp habe Ende der 1790er Jahre vom Hospital zum Heiligen Geist zwei Eichbäume erhalten, um die Brücke über die Osterbek neu zu erbauen. Diese sei jedoch – wie ihre Vorgängerin – zu niedrig erbaut worden, weshalb sich das Wasser an der Brücke staue und schließlich seitlich vorbeifließe, was ständig Sand aus dem Weg spüle. Man solle mit dem Wirt Claus Diedrich Hinsch, der – 1801 aus Poppenbüttel hinzugezogen – die Krampsche Wiese gekauft und sich nördlich der Osterbek ein Haus gebaut hatte, über die Abtretung eines schmalen Streifens Land verhandeln, dann könne die Brücke verlängert und erhöht und damit das Problem gelöst werden. Hinsch, dem die desolate Lage der Furt eine Steigerung der Einnahmen aus dem Brückengeld versprach, verspürte jedoch verständlicherweise kein gesteigerte Interesse an einer solchen Vereinbarung, wurde aber trotzdem im Frühjahr 1808 zum Umbau der Brücke und zur Pflasterung des Zugangsweges verpflichtet.
Nachdem es über die Frage des Zustandes der Osterbekfurt und der Nutzung der Hinschschen Brücke auch weiterhin Zwist zwischen den Bauern und dem Brückenbesitzer gab, die schließlich darin gipfelte, dass Hinschs Sohn einen Viehhüter des Hufners Peter Timm Behrmann, der das Vieh – nach Auffassung von Hinsch junior unrechtmäßig – über die Brücke statt durch die Furt zu den Weiden getrieben hatte verprügelte, forderten die Landwirte unter Vogt Eggert Reese 1821 vom Oberaltenkollegium die Erlaubnis zum Bau einer von Hinsch unabhängigen Brücke im alten Straßenverlauf. Nach einigem Hin und Her wurde der Bau am 19. Mai 1821 genehmigt und bereits einen Monat später stand die neue mautfreie Verbindung.

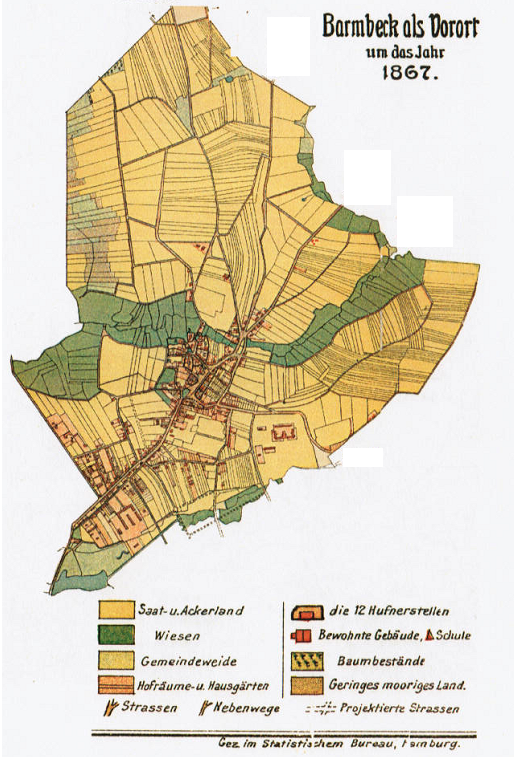
Karte Barmbeks um 1867, die Bramfelder Straße verläuft vom Markt aus nach Nordosten.

Mit der Aufhebung der Grundherrenschaft des Hospitals zum heiligen Geist zum Jahresbeginn 1831 verlor das Kollegium der Oberalten seinen Einfluss auf Barmbek und das Dorf wurde direkt vom Rath regiert, was sich auf die Verhältnisse in der heutigen Bramfelder Straße auswirkte: Bereits 1834 wurden der Vogt Johann Deseniß, der Wirt und Eigner der Privatbrücke Hanns Diedrich Hinsch und sieben weitere Anlieger der Straße vom Ratsherren und Senator der Landherrenschaft Christian Daniel Benecke einbestellt und aufgefordert, im Tauschwege Flächen an die Stadt abzutreten, damit die Straße chaussiert werden könne. Im Zuge des Straßenneubaus wurde auch eine 15 Meter lange Brücke über die Osterbek neu errichtet – an ihrer heutigen Stelle, direkt neben Hinschs Gastwirtschaft, der nun zwar keine Brückengelder mehr einnehmen konnte, aber immerhin nicht mehr abseits der Landstraße lag. Von der Gründung des Norddeutschen Bundes 1867 bis zum Zollanschluss Hamburgs 1888 war hier die Zollgrenze, für die ein Akzisehäuschen nördlich des Baches errichtet wurde. Erst mit weiter zunehmendem Verkehr musste die Bramfelder Brücke, wie sie nun auch offiziell hieß, 1900 erneut einem breiteren Neubau weichen. Dieser bildet heute – wenn auch die Straßenverkehrsfläche inzwischen auf bis zu sieben Spuren verbreitert wurde – den Unterbau des aktuellen Bauwerks.

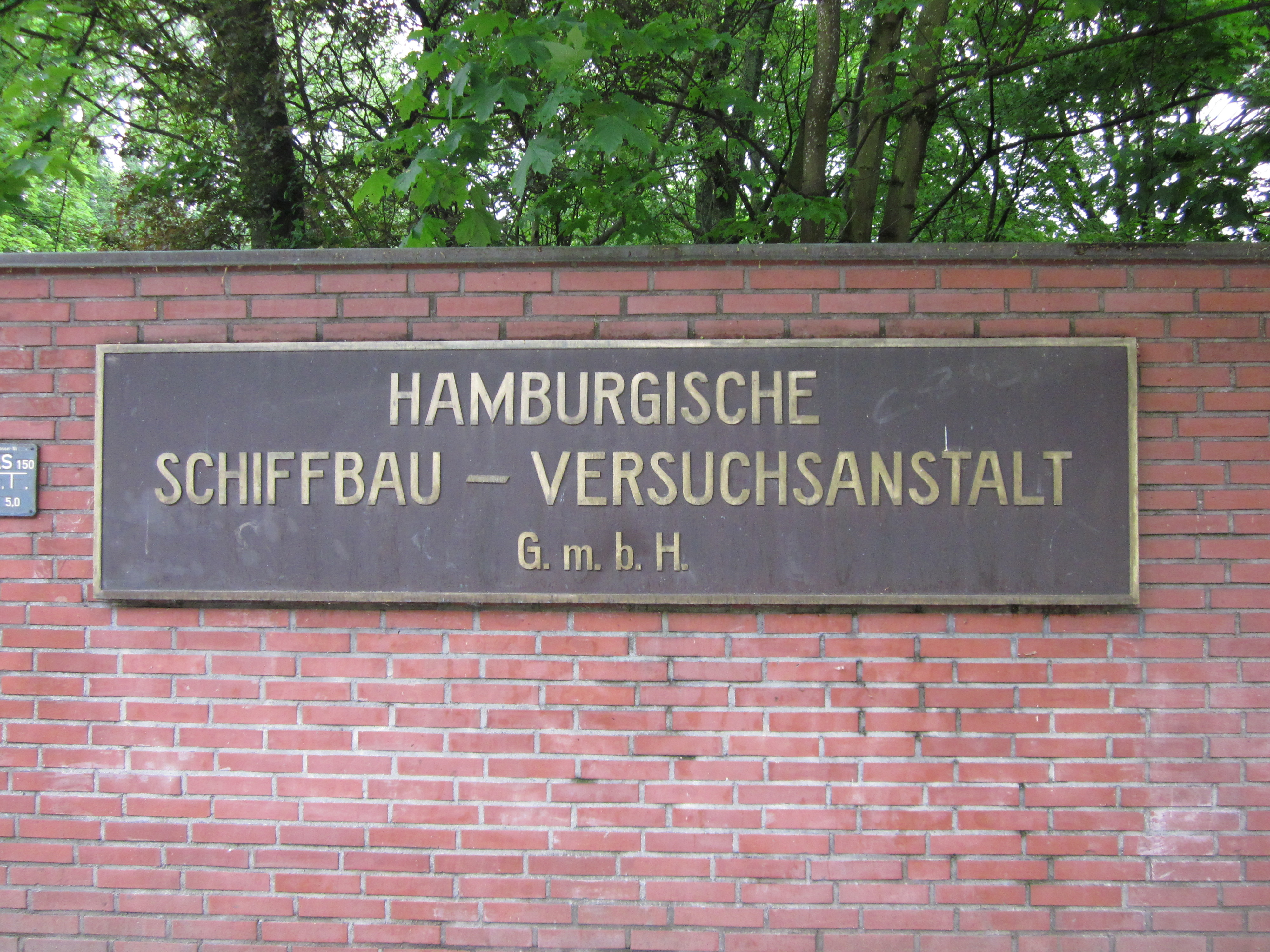
Die Hamburgische Schiffbau-Versuchsanstalt befindet sich auf dem früheren Gelände des Barmbeker Schützenhofes.

Noch 1867 waren die Grundstücke neben der Straße kaum bebaut. Lediglich direkt nördlich des alten Dorfkerns am Barmbeker Markt gab es einige Gebäude. Eine Karte für jenes Jahr (siehe links) verzeichnet für die Landstraße und die benachbarten Wege lediglich 21 bebaute Grundstücke. Vorwiegend handelte es sich um Häuser von Wäschern und Bleichern. Eines dieser Häuser – in Höhe der heutigen Hausnummer 54 – hatte Jochim Hinrich Dreckmann dort errichtet: Er hatte 1859 eines der Häuser des verstorbenen Kätners Bull, der seine Hofstelle an der Ecke Barmbeker Markt / Weidestraße hatte, erworben, abgetragen und auf der ersten (= westlichsten) Lämmersiehtkoppel wieder aufgebaut. Nachdem 1888 die Windmühle an der Fuhlsbüttler Straße (auf dem späteren Hertie-Gelände am Bahnhof) abgebrannt war, errichtete der Müller im selben Jahr eine Dampfmühle an der Bramfelder Straße. Sie befand sich an der Westseite der Straße zwischen der heutigen S-Bahnlinie und der Pestalozzistraße und wurde 1890 an den aus Ahrensburg stammenden Müllermeister Eduard Kuckuck verkauft, der sie bis in den Ersten Weltkrieg hinein betrieb. Heute befindet sich dort ein Bedachungsfachhandel.
1890 verlegte Heinrich Dreckmann seine Hofstelle – die Hufe 12 – vom Barmbeker Markt in den Norden Barmbeks an die Bramfelder Straße kurz vor die Grenze nach Bramfeld. Er benannte den Hof nach dem Habichtswald bei Kassel-Wilhelmshöhe, den er im selben Jahr besucht hatte, „Habichthof“. Später wurde der am Hof vorbeiführende und seit 1878 gepflasterte Weg Nr. 207 nach dem Hof „Habichtstraße“ genannt. Ebenfalls in den 1890er Jahren wurde der Barmbeker Schützenhof, der 1862 auf der Rönnheide von der Hamburger Schützengesellschaft von 1860 errichtet worden war, dorthin verlegt. Heute befindet sich dort die Hamburgische Schiffbau-Versuchsanstalt. Südlich des Schützenhofes, direkt gegenüber vom Habichthof, siedelte sich auf der Langheinschen Koppel 1909 die Margarinefabrik von Voss an. Dort befindet sich heute die Hauptverwaltung der Techniker Krankenkasse, von Margarine Voss ist lediglich das denkmalgeschützte Empfangsgebäude stehen geblieben.

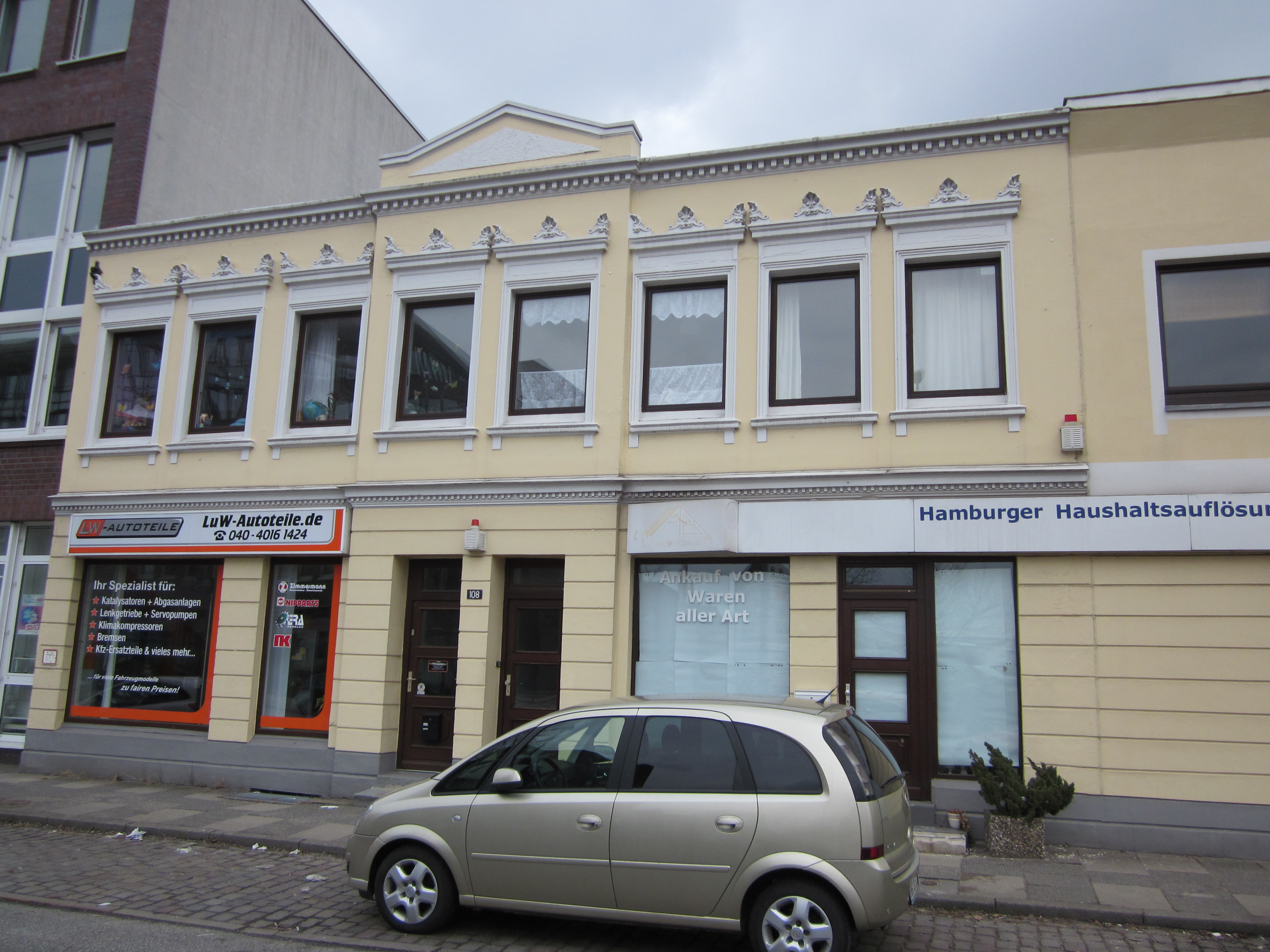
Von Heinrich Dreckmann 1901 bis 1903 erbaute Mietwohnungen in der Bramfelder Straße 106 und 108.

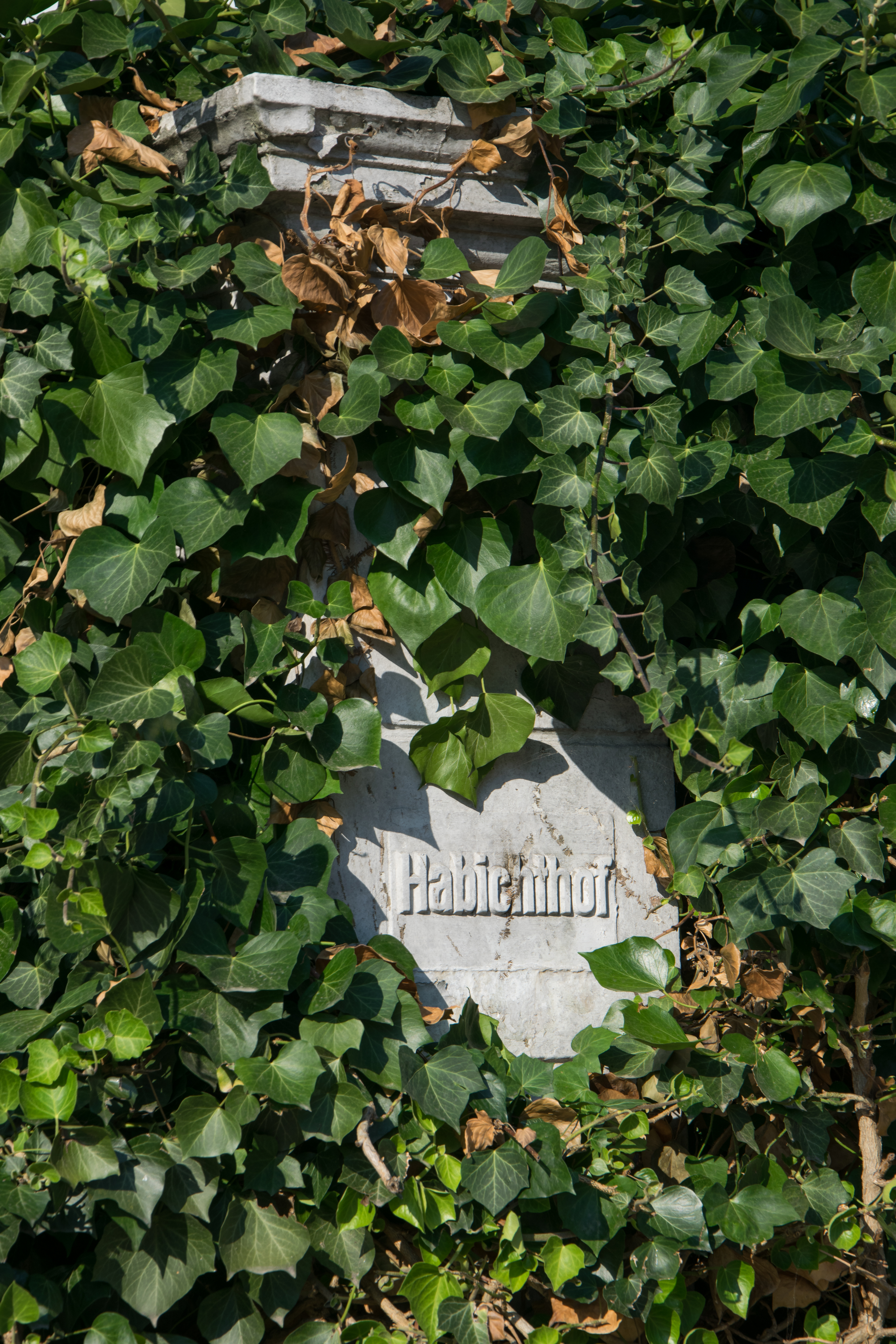
Torrest des Habichthofs vor dem heutigen B&B-Hotel.

Der Mietwohnungsbau an der Bramfelder Straße begann erst mit der Wende zum 20. Jahrhundert: Im Bereich der Hausnummern 100 bis 108 errichtete Heinrich Dreckmann 1901 bis 1903 eingeschossige Häuserzeilen, vor die einige Jahre später Vorderhäuser gestellt wurden, so dass die typischen Hamburger Wohnterrassen entstanden. Von dieser Bebauung sind lediglich noch die beiden Vorderhäuser Bramfelder Straße 106 und 108 erhalten. Im Vorderhaus Nummer 108 wurde eine Schmiede eingerichtet. Heute befindet sich dort eine Klempnerei. Nördlich davon errichtete etwa zeitgleich die Heinrich und Caroline Köster-Testament-Stiftung eine Reihenhaussiedlung für kinderreiche Familien an der nach ihr benannten Kösterallee, die von der Bramfelder Straße zur Meisenstraße führte. Die Häuser wurden im Zweiten Weltkrieg zerstört und 1968/69 endgültig abgebrochen.
Auf Dreckmanns Habichthof wurde die Landwirtschaft bereits 1922 eingestellt, weil es immer wieder zu Plünderungen der Felder in den Mangeljahren kurz nach dem Ersten Weltkrieg kam. Während der Großteil von Heinrich Dreckmanns Kindern landwirtschaftliche Betriebe im Hamburger Umland übernahm – Hans Dreckmann bewirtschaftete z. B. das Gut Treudelberg in Lemsahl –, blieb Arnold Dreckmann auf dem Habichthof wohnen und verwaltete den Barmbeker Wohnungsbestand der Familie. Im Zweiten Weltkrieg wurde der Hof schwer getroffen und später nur rudimentär wieder aufgebaut. Arnold Dreckmanns Sohn Arno betrieb auf dem Gelände bis in die späten 1980er Jahre seine Arztpraxis, der später ein Tierarzt folgte. 2008 wurden die Reste des Habichthofes abgebrochen. Seit 2014 befindet sich ein Hotelneubau auf der ehemaligen Hofstelle an der Straßenecke Bramfelder Straße / Habichtstraße.
Das Grundstück Bramfelder Straße 42 ist ein Ort mit einer langen und wechselhaften Geschichte. Zunächst befand sich dort ein Landhaus, später ein Etagenmietshaus. Es folgte ein Club- und Ballhaus sowie von 1928 bis 1943 die „Lichtspiele am Zoll“. Nach dem Wiederaufbau war am Ort von 1958 bis 1963 mit dem „Radiant Filmtheater“. Nach dessen Schließung folgten von 1963 bis 1973 das Tanzcafé „Fürstenhof“ und danach bis 1996 die Diskotheken „Fürstenhof Palace“ und „Palladium“. Seit 1996 steht das Gebäude leer.

## Verkehrsbelastung
Am Südende der Bramfelder Straße, auf Höhe des Osterbekkanals, wurde die Straße 2013 von durchschnittlich 41.000 Fahrzeugen pro Werktag genutzt. Der Anteil des Schwerverkehrs daran betrug etwa 4 Prozent.

## Öffentlicher Personennahverkehr
Bereits 1867 eröffnete die Pferde-Eisenbahn-Gesellschaft  (PEG) eine Strecke, die vom Rathausmarkt über Kuhmühle und Mundsburg nach Barmbek führte. Sie folgte konsequent dem alten Handelsweg und befuhr so nördlich des Barmbeker Marktes auch die Bramfelder Straße, endete aber aufgrund der Zollgrenze bereits an der Osterbek – die Endstation lautete folgerichtig „Barmbek-Zoll“. 1891, die PEG war zwischenzeitlich in der Straßen-Eisenbahn-Gesellschaft in Hamburg (SEG) aufgegangen, eröffnete diese eine weitere Pferdebahnlinie vom Rathausmarkt zum Barmbeker Zoll, die jedoch statt der Kuhmühle die Lange Reihe bediente.

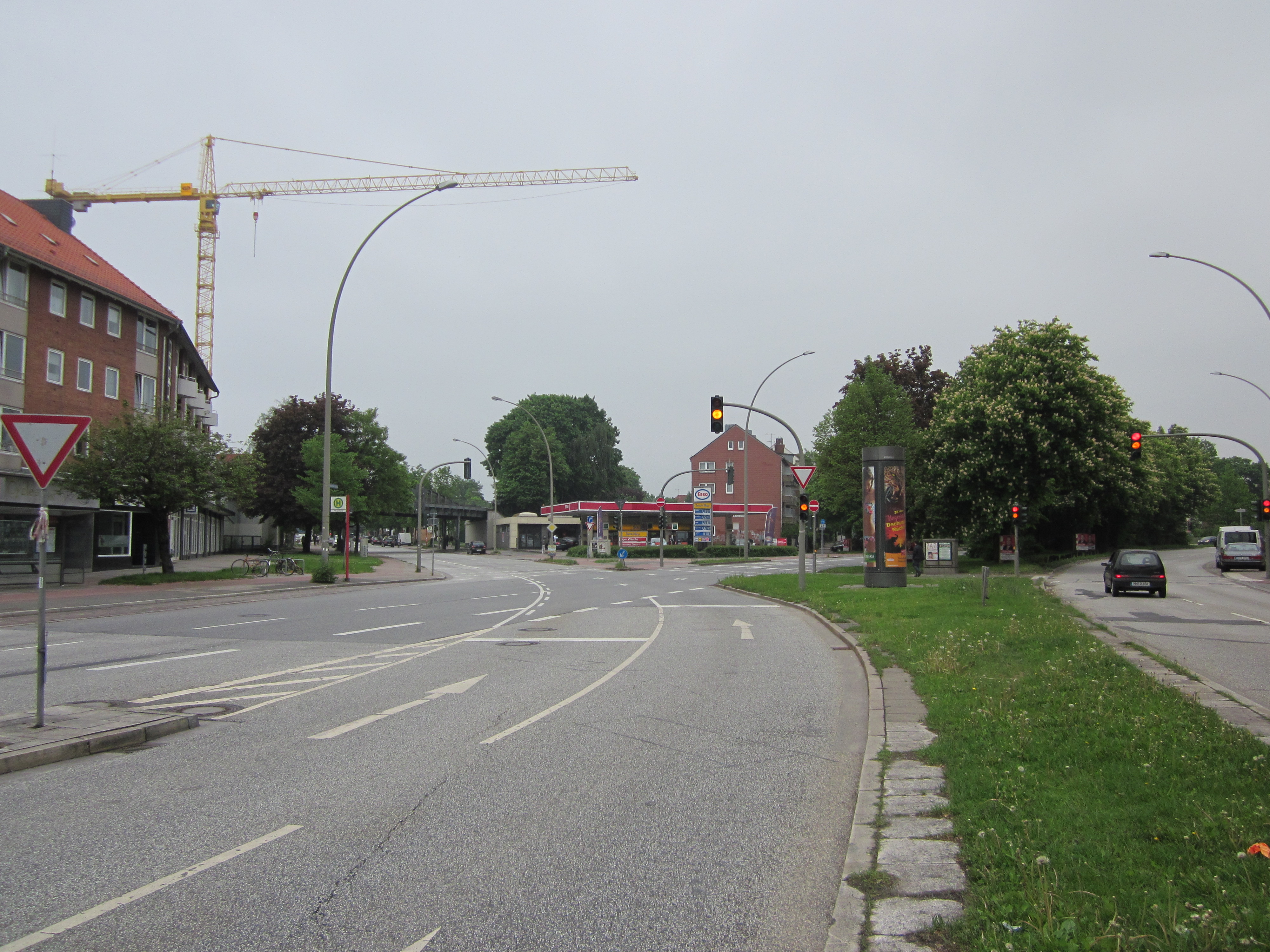
Ausfädelung der Fuhlsbüttler Straße aus der Bramfelder Straße. Hier bog früher die Straßenbahn nach Ohlsdorf ab.

Im Januar 1895 kam die „Elektrische“ in die Bramfelder Straße und die Zeit der Pferdebahnen endete. Die über St. Georg fahrende Linie, die spätere Linie 6 (die Nummern gelten ab 1900), wurde – sieben Jahre nach Wegfall der Zollgrenze – elektrifiziert und über die Osterbek hinweg durch die Fuhlsbüttler Straße bis zum Friedhof Ohlsdorf verlängert, während die Kuhmühlenstrecke, die spätere Linie 9, nun am Barmbeker Markt endete und nicht mehr durch die Bramfelder Straße führte. Dafür befuhr ab 1902 die ebenfalls über St. Georg anfahrende Linie 7 die Bramfelder Straße und endete an der immer noch „Barmbeker Zoll“ genannten Haltestelle an der Osterbek. Im Mai 1909 wurde die Linie 7 dann bis zum Neuen Schützenhof, der sich auf dem Grundstück befand, auf dem seit den frühen 1950er Jahren die Hamburgische Schiffbau-Versuchsanstalt ihre Tätigkeit ausübt, verlängert. Damit war die gesamte Bramfelder Straße vom Markt bis zur preußischen Grenze an der Seebek an das Straßenbahnnetz angeschlossen. Ab 1923 gab es dann auf der Bramfelder Straße wieder einen Wechsel von der Linie 7, die ganz bis nach St. Georg zurückgezogen wurde, zur Linie 9, die nun bis zur Landesgrenze am Neuen Schützenhof fuhr. Ab 1931 fuhr zur morgendlichen Hauptverkehrszeit dann auch die Linie 19, die ansonsten aus Billbrook übers Berliner Tor zur Mundsburg führte, die Bramfelder Straße entlang bis zum Neuen Schützenhof. Für die Abendstunden folgte die Linie 15, die ab 1933 für zwei Jahre den Barmbeker Norden unter anderem mit der Reeperbahn verband.

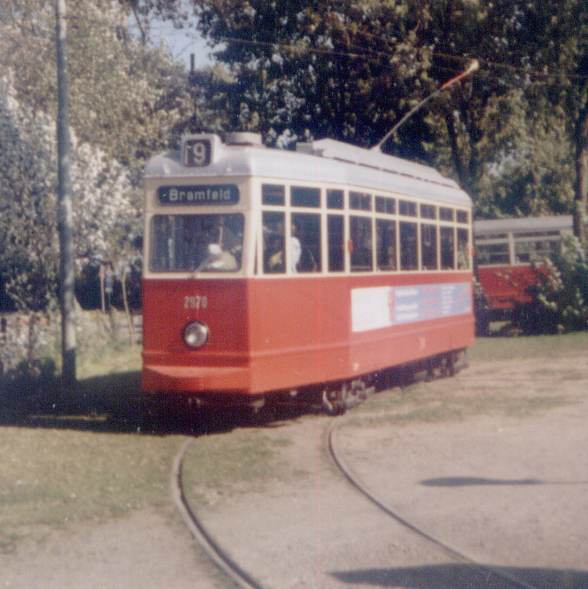
Solche Straßenbahnwagen befuhren bis 1965 die Bramfelder Straße.

Mitte November 1942 wurde die Linie 9 eingestellt, dafür führte von nun an jede zweite Fahrt der Linie 21 (aus Rothenburgsort kommend), durch die Bramfelder Straße bis zum Neuen Schützenhof. Hinzu kamen noch vereinzelte Fahrten der Linie 19 in den frühen Morgenstunden. Auf dem kurzen Stück vom Barmbeker Markt bis zum Abzweig der Fuhlsbüttler Straße verkehrte zudem noch die Linie 6 (St. Pauli – Ohlsdorf). Nach den verheerenden Bombenangriffen der Operation Gomorrha in der letzten Juliwoche 1943 musste der Straßenbahnbetrieb dann nördlich der Elbe – und somit auch in der Bramfelder Straße – komplett eingestellt werden. Zwar wurden einige Strecken in den kommenden Monaten wieder in Betrieb genommen, auf der Bramfelder Straße ging es jedoch erst am 29. März 1945, also kurz vor Kriegsende, wieder mit Fahrten der Linie 6 los, die dann aufgrund des Einmarsches der britischen Truppen noch einmal für knapp zwei Wochen im Mai 1945 unterbrochen wurden. Ab November 1947 wurde dann die Bramfelder Straße wieder auf voller Länge von der Linie 19 bedient, die aber auf Barmbeker Gemarkung bereits ein halbes Jahr später durch die neu eingerichtete Linie 9 (Bramfeld – Hauptbahnhof) ersetzt wurde. Sie wurde vom Volksmund auch als „Rhabarberbahn“ bezeichnet, da sie durch weitläufige Rhabarberfelder an der Fabriciusstraße in Bramfeld führte. Um eine bessere Anbindung an das Schnellbahnnetz zu erreichen, wurde die Linie 9 ab 1955 über die Fuhlsbüttler Straße zum Barmbeker Bahnhof und dann über die Pestalozzistraße zurück auf die Bramfelder Straße geführt. Zum Fahrplanwechsel am 30. Mai 1965 wurde der Straßenbahnverkehr auf der Bramfelder Straße eingestellt.
Heute fahren auf der Bramfelder Straße mehrere Buslinien. Bedeutend für die ÖPNV-Anbindung der Bramfelder Straße ist insbesondere die Stadtbuslinie 173 (Mundsburger Brücke – Am Stühm-Süd), die nördlich des Barmbeker Bahnhofs auf der Strecke der ehemaligen Straßenbahnlinie 9 verkehrt und an den Haltestellen Wachtelstraße und Habichtstraße (Mitte) zweimal in der Bramfelder Straße hält. Ebendort hält auch die Stadtbuslinie 166 (Bahnhof Barmbek – U-Bahn Wandsbek-Gartenstadt), die dem Berufsverkehr des auf Bramfelder Gemarkung beheimateten Otto-Versandes dient. Auch die zuschlagpflichtige Schnellbuslinie 37 (Schenefelder Platz – Bramfelder Dorfplatz) hält sowohl an der Wachtel- als auch an der Habichtstraße und zusätzlich an der im Süden der Bramfelder Straße an der Ecke zur Fuhlsbüttler Straße gelegenen Haltestelle Flachsland. Sie bietet eine zügige Verbindung in die Innenstadt: In nur knapp 20 Minuten wird der Fahrgast bis in die Mönckebergstraße befördert. Die Haltestelle Flachsland wird zudem von der Stadtbuslinie 213 (Bahnhof Barmbek – U-Bahn Billstedt) und der Nachtbuslinie 607 (S-Bahn Reeperbahn – S-Bahn Poppenbüttel) bedient.
Einen Schnellbahnanschluss gibt es in der Bramfelder Straße nicht. Der Bahnhof Barmbek (U-Bahn-Linie 3 und S-Bahn-Linie 1) sowie der an der Walddörferbahn belegene U-Bahnhof Habichtstraße (U-Bahn-Linie 3) sind jedoch fußläufig erreichbar. Der Bahnhof Barmbek ist zudem über die Stadtbuslinien 166, 173 und 213 an die drei Bushaltestellen in der Straße angebunden.